# Клиф Мартинез
Клиф Мартинез (на английски: D.H. Peligro) е американски музикант и композитор на филмова музика. Участвал е в групите Ред Хот Чили Пепърс, Captain Beefheart, The Dickies, The Weirdos и Lydia Lunch.
Роден е в Бронкс, но израства в Кълъмбъс. Композитор е на музиката към сериала Анатомията на Грей и филмите Трафик и Соларис.

## Композитор
- Sex, Lies, and Videotape (1989)
- Pump Up the Volume (1990)
- Kafka (1991)
- Black Magic (1992)
- King of the Hill (1993)
- The Underneath (1995)
- Gray's Anatomy (1996)
- Schizopolis (1996)
- Wicked (1998)
- The Limey (1999)
- Трафик (2000)
- Narc (2002)
- Соларис (2002)
- Wonderland (2003)
- Wicker Park (2004)
- Havoc (2005)
- First Snow (2006)
- Stiletto (2008)
- Vice (2008)
- Espion(s) (2009)
- Severe Clear (2009)
- À l'origine (2009)
- Адвокатът с Линкълна (2011)
- Живот на скорост (2011)
- Заразяване (2011)
- Арбитраж (2012)
- Хората, на които държиш (2012)
- Купонджийки (2012)
- Само Бог прощава (2013)
- Обикновено сърце (2014)
- Неоновият демон (2016)
- В голямата игра (2016)
- Логан (2017)

## Дискография

### The Weirdos
- Weird World (compilation)

### Lydia Lunch
- 13:13 (1982)
- Stinkfist (1986)

### Captain Beefheart
- Ice Cream For Crow (1982)

### Red Hot Chili Peppers
- The Red Hot Chili Peppers (1984)
- Freaky Styley (1985)

### The Dickies
- Killer Clowns From Outer Space (1988)
- The Second Coming (1989)
- Locked N' Loaded Live in London (1991)
- Idjit Savant (1994)

Категория:Ред Хот Чили Пепърс